# 勘查地球化学
勘查地球化学是地球化学在应用方面的一门分支学科。可分为狭义和广义两种勘查地球化学。狭义勘查地球化学指系统研究地球化学探矿的理论、方法与技术的学科，也可称为探矿地球化学。广义勘查地球化学包括探矿地球化学与区域地球化学。

## 分支
近年来根据勘查地球化学所研究的对象，又分为许多分支：
- 岩石地球化学
- 土壤地球化学
- 水系沉积物地球化学
- 湖积物地球化学